# Arthur Morin
Pour les articles homonymes, voir Morin.
Arthur Morin, né le 17 octobre 1795 à Paris et mort le 7 février 1880 à Paris 3e, est un ingénieur militaire français. Il est l'auteur de nombreux travaux de mécanique expérimentale et l'inventeur d'un appareil d'étude de la chute des corps.

## Biographie
Issu d’une famille aisée de négociants nantais, Arthur Morin est le fils aîné de Nicolas Morin (1766-1855), employé à l’agence du commerce extérieur de Nantes et de la peintresse Eulalie Morin. Arthur Morin a été élève du collège Sainte-Barbe. Admis à l’École polytechnique en 1813, il a pris part à la défense de Paris en 1814, ce qui l’a fait mettre au nombre du contingent d’élèves compris dans le renvoi collectif d’avril 1816 promulgué par la Restauration.
Livré à lui-même, il a été employé à la papeterie d’Essonnes, quand le gouvernement de la Restauration, mieux inspiré, s’avisa en octobre 1817 de rappeler plusieurs des polytechniciens licenciés, après leur avoir fait toutefois prêter de nouveau serment au régime. Morin était du nombre de ces graciés et a été classé le second de sa promotion dans le service de l’Artillerie de terre. Il a fait la campagne d’Espagne en 1823, et a pris part au siège de la Seu d'Urgell, à l’occasion duquel il a été cité à l’ordre de l’armée de Catalogne.
Devenu capitaine, à la fin de la même année, il a été envoyé à l’École d’application de Metz en qualité d’élève-sous-lieutenant. Il a fait partie et a été rapporteur de la Commission des principes du tir, instituée sur la proposition du général Valée, alors Directeur des poudres, pour étudier les questions fondamentales relatives aux qualités et aux effets de poudres de diverses fabrications, la détermination des vitesses initiales, au meilleur mode de tir en brèche, à la résistance des milieux, au mouvement des projectiles, etc.
En 1828, il épouse à Paris sa cousine Adélaïde Victoire Morin, dont le père, colon réfugié de Saint-Domingue, a suivi Denis Nicolas Cottineau dans son périple américain. De 1831 à 1841, il a rédigé de nombreux rapports en commun avec Piobert et Didion, et exécuté, seul, des expériences sur le frottement, sur le tirage des voitures, sur les moteurs hydrauliques, etc. qui devaient lui ouvrir, les portes de l’Académie des sciences. En 1833, sur une suggestion de Poncelet, il fabriqua un appareil enregistreur à rouleau pour l’étude de la chute des corps, appelé « machine de Morin ». On lui doit aussi le dynamomètre Morin, qui est une amélioration du dynamomètre Poncelet.
Spécialiste du génie mécanique, il a travaillé sur le rendement des machines. Il a procédé à des mesures extensives sur le frottement et l’efficacité des moteurs hydrauliques, en particulier les roues à aubes et les turbines. Il a notamment présenté les résultats des essais comparatifs qu’il avait effectués en 1845 sur une turbine Fourneyron et la turbine Fontaine réglable à la poudrerie du Bouchet. Il n’est pas rare de retrouver les valeurs données par les expériences du « commandant Morin » dans les mémentos d’ingénierie jusqu’en plein XXe siècle.
Attaché à la Direction des poudres, en 1839, et chargé de la préparation et de l’examen de la plupart des projets d’usines et de machines des poudreries, il a contribué, pour une large part, aux grandes améliorations qu’a reçu ce service sous l’impulsion du général Neigre. En 1843, il a été élu membre de l’Académie des sciences au siège de Gaspard-Gustave Coriolis.
Nommé lieutenant-colonel en 1846 et chargé en cette qualité de la présidence de la Commission des bâtiments, il dirigea la rédaction des projets du grand établissement d’artillerie qui devait compléter les fortifications de Paris et a été chargé de plusieurs missions importantes tant en France qu’à l’étranger.
Promu colonel en 1849, il est devenu général de brigade en mars 1852, commandeur de la Légion d’honneur en 1854, au camp de Boulogne, où il commandait l’artillerie, général de division en 1855 et grand officier de la Légion d’honneur en 1858.
Il a été commissaire général de l’Exposition universelle de 1855 et, de 1852 à 1864, il a été membre du Conseil supérieur de l'instruction publique. Nommé, en 1839, professeur de mécanique appliquée aux arts au Conservatoire impérial des arts et métiers, il est devenu, en 1849, directeur de cet important établissement.
Membre de l’Institut, il était, en outre, membre de la Société centrale d’agriculture de France, président honoraire de la Société des ingénieurs civils, membre honoraire de l’Académie des sciences de Metz, membre de la Société industrielle de Mulhouse, de l’Académie royale des sciences de Berlin, de l’Académie royale des sciences de Turin, de l’Académie royale des sciences de Madrid, de l’Académie des géorgophiles de Florence, de l’Académie royale des arts et manufactures de Toscane, de l’Académie pontificale di Nuovi-Lincei à Rome, de la Société littéraire et philosophique de Manchester, de la Société des ingénieurs civils d’Angleterre, de la Société des ingénieurs de Glascow, de la Société industrielle de Vienne, de la Société des arts de Genève.
Mort au Conservatoire des arts et métiers, où il était domicilié, il a été inhumé au cimetière du Père-Lachaise.

## Hommages
- Un square dans le 3e arrondissement de Paris lui est dédié, à l'angle des rues Vaucanson et Réaumur, le square du Général-Morin.
- Son nom figure dans la liste des soixante-douze noms de savants inscrits sur la tour Eiffel.
- Grand officier de la Légion d'honneur[9].

## Principales publications

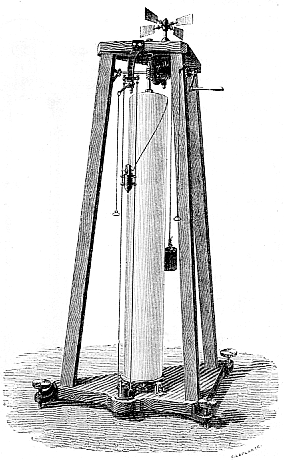
Machine de Morin.

- Nouvelles expériences sur le frottement faites à Metz en 1831, Bachelier, 1832, xvi128, 1 vol. 2 pl. ; in-4° (lire en ligne sur Gallica).
- Expériences sur les roues hydrauliques à aubes planes et sur les roues hydrauliques à augets, Paris, Thiel, 1836, 133 p. (lire en ligne).
- Expériences sur les roues à aubes à axe vertical appelées turbine, 1838, iv-52, 1 vol. 2 pl. ; in-4° (lire en ligne sur Gallica).
- Aide-Mémoire de mécanique pratique, Paris, Librairie Hachette et Cie, 1838 (réimpr. 1871), 6e éd., 702 p. (lire en ligne).
- Description des appareils chronométriques à style, propres à la représentation graphique et à la détermination des lois du mouvement, et des appareils dynamométriques, propres à mesurer l'effort ou le travail développé par les moteurs animés ou inanimés et par les organes de transmission du mouvement dans les machines, 1838, 51 p., 1 vol. 2 pl. ; 23 cm (lire en ligne sur Gallica).
- Notice sur divers appareils dynamométriques, propres à mesurer le travail ou l'effort développé par les moteurs animés ou inanimés, ou consommé par les machines de rotation, ainsi que la tension de la vapeur dans le cylindre des machines à vapeur à toutes les positions du piston, 1841, 2 revue, corrigée et augmentée éd., 80 p., 1 vol. v p. de pl. ; in-8° (lire en ligne sur Gallica).
- Expériences sur le tirage des voitures et sur les dégradations qu'elles produisent sur les routes : examiné dans un rapport pour l'Académie des sciences, 1838, 1 vol. en 2 parties (25, 15 p.) ; 27 cm (lire en ligne sur Gallica).
- Leçons de mécanique pratique à l'usage des auditeurs des cours du Conservatoire des Arts et Métiers et des sous-officiers et ouvriers d'artillerie, vol. 1, L. Mathias, 1846-1853, 5 vol. (lire en ligne)
- Notions géométriques sur les mouvements, Libraire Hachette, 1851 (réimpr. 1872), 3e éd., 308 p. (lire en ligne).
- Conservatoire des arts et métiers. Catalogue des collections, publié par ordre de M. le ministre de l'Agriculture et du commerce, 1851.
- Résistance des matériaux, Paris, Louis Hachette, 1863, 498 & 349, 2 vol. vi p. de pl., ; in-8° (lire en ligne).
- Des machines et appareils destinés à l'élévation des eaux, Paris, Louis Hachette, 1863, 323 p., 1 vol. 9 p. de pl. ; 22 cm (lire en ligne sur Gallica)
- Salubrité des habitations. Manuel pratique du chauffage et de la ventilation, 1868.
- « Rapport sur la création d'une faculté des sciences à Metz », Mémoires de l'Académie nationale de Metz, Metz, Lamort, vol. 19,‎ 1837, p. 161-5 (lire en ligne sur Gallica).